# Титаренко, Алексей Антонович
Алексе́й Анто́нович Титаре́нко (укр. Олексій Антонович Титаренко; 17 (30) марта 1915, Мариуполь, Мариупольский уезд, Екатеринославская губерния, Российская империя — 14 июля 1992, Киев, Украина) — советский украинский партийный и государственный деятель. Второй секретарь ЦК КП Украины (1982—1988), член Политбюро ЦК КП Украины, депутат Верховного Совета ССР VII—XI созывов. Герой Социалистического Труда (1985).

## Биография
Родился 17 (30) марта 1915 в городе Мариуполь Екатеринославской губернии (ныне Донецкой области Украины). В 1937 году окончил прокатный факультет Ждановского металлургического института. С 1939 года работал на Мариупольском металлургическом заводе.
Член КПСС с 1940. После эвакуации завода в Нижний Тагил в 1941 году назначен начальником цеха. В 1946—1948 годах — начальник цеха, заместитель начальника отдела Мариупольского металлургического завода.
В 1952—1960 годах являлся первым секретарём Сталинского горкома Компартии Украины. В марте 1960 — августе 1962 года — второй секретарь Сталинского обкома Компартии Украины.
С 16 августа 1962 года по 24 марта 1966 года — первый секретарь Запорожского обкома КПУ (в январе 1963 — декабре 1964 — промышленного обкома).
С 18 марта 1966 по 22 октября 1982 года — секретарь ЦК Компартии Украины. В 1966—1988 годах был членом Политбюро ЦК КПУ.
С 22 октября 1982 по 12 декабря 1988 года — второй секретарь ЦК Компартии Украины.
Мария Орлик, курировавшая сооружение мемориального комплекса истории Великой Отечественной войны в Киеве (открыт в 1981 году), вспоминала: "Алексей Антонович отвечал за весь строительный комплекс республики, и в первую очередь за Киев. Человеком он был очень жестким. На оперативках, которые секретарь ЦК регулярно проводил на объекте, многим доставалось и в хвост и в гриву, но график работ соблюдался неукоснительно".
Указом Президиума Верховного Совета СССР от 29 марта 1985 года за большие заслуги перед Коммунистической партией и Советским государством и в связи с семидесятилетием со дня рождения Титаренко Алексею Антоновичу присвоено звание Героя Социалистического Труда с вручением ордена Ленина и золотой медали «Серп и Молот».
Кандидат в члены ЦК КПСС (1966—1971), член ЦК КПСС (1971—1989). Депутат Верховного Совета СССР 7—11-го созывов (1966—1989).
С декабря 1988 года был на пенсии. Жил в Киеве. Скончался 14 июля 1992 года на 78-м году жизни. Похоронен на Байковом кладбище.

## Награды
- Герой Социалистического Труда (29.03.1985)
- 4 ордена Ленина (26.04.1957; 25.08.1971; 28.03.1975; 29.03.1985)
- орден Октябрьской Революции (08.12.1973)
- орден Отечественной войны I степени (07.06.1947)
- орден Трудового Красного Знамени (23.03.1965)
- орден Дружбы народов (28.10.1981)
- орден Красной Звезды (05.07.1944)
- орден «Знак Почёта» (05.06.1942)
- медали